# أنس الرشيد
أنس محمد الرشيد، (1968-) وزير الإعلام الكويتي الأسبق وأستاذ الصحافة والإعلام في كلية الآداب – جامعة الكويت ، وهو  نجل النائب السابق محمد الرشيد ، متزوج ولديه ثلاثة أبناء، وحاصل على الدكتوراة في الفلسفة تخصص الصحافة من جامعة جنوب إلينوي في كاربونديل.

## خبرته العملية
- كاتب في جريدة القبس 1988 حتى الآن
- أستاذ الصحافة والإعلام في كلية الآداب – جامعة الكويت 1999.
- المستشار الإعلامي لوزير التربية والتعليم العالي مايو 2000.
- مستشار إدارة العلاقات العامة والإعلام، جامعة الكويت سبتمبر 2000.
- رئيس تحرير جريدة آفاق الجامعية من سبتمبر 2000 حتى يوليو 2002.
- رئيس المؤتمر الإعلامي الثالث لجامعة الكويت تحت عنوان الإعلام الجامعي واقع الممارسة وآفاق التطوير – مارس 2001.
- مستشار تحرير جريدة القبس – سبتمبر 2002 حتى مارس 2005.
- وزير الإعلام في حكومة دولة الكويت في مارس 2005 ، وأعيد تعيينه في فبراير 2006.
- عضو مجلس إدارة المعهد الدبلوماسي حتى 2011.
- رئيس اللجنة الإشرافية العليا للمؤتمر الوطني لتطوير التعليم مايو 2007.

## مشاركاته المجتمعية
- محرر بمجلة السفار - سفارة دولة الكويت (واشنطن) من 1988 - 1991.

- سكرتير تحرير مجلة السفار - سفارة دولة الكويت (واشنطن) من 1993 - 1998.

- رقيب في قوات التحالف - تطوع أثناء حرب تحرير الكويت من فبراير 1991 إلى يونيو 1991 ، وحاصل على وسام التحرير من أمير الكويت، ووسام من خادم الحرمين الشريفين ووزير الدفاع في المملكة العربية السعودية.

- ممثل دولة الكويت وجمعية الصحفيين في عدد من المؤتمرات والندوات

- شارك في العديد من المؤتمرات واللقاءات

- له العديد من الأبحاث المنشورة في مجال الإعلام محليا وعالمياً

- قدم العديد من الدورات التدريبية في مجال الإعلام والعلاقات العامة

- عضو منظمة الصحفيين العالميين.

- عضو اتحاد الصحفيين العرب.

- عضو جمعية الصحفيين الكويتية.